# Данкан Џоунс (рагбиста)
Данкан Џоунс (енгл. Duncan Jones; 18. септембар 1978) бивши је велшки рагбиста.Цео живот је играо на позиција стуба, прошао је све млађе селекције Велса, а за сениорску је дебитовао против Аустралије 2001, у тест мечу. У купу шест нација 2002, одиграо је 2 утакмице, против Француске и Ирске. На светском првенству 2003, одиграо је две утакмице у групној фази против Канаде и Италије. Био је део селекције Велса и на светском првенству у Француској 2007. Добро је обарао и веома је био агилан и брз за своју тежину. У дресу Оспрејса је постигао 4 есеја и одиграо 219 утакмица. Предводио је као капитен Оспрејсе до титуле освајача келтске лиге 2007.